# North Coast (Californië)

Kaart van de regio North Coast in Californië

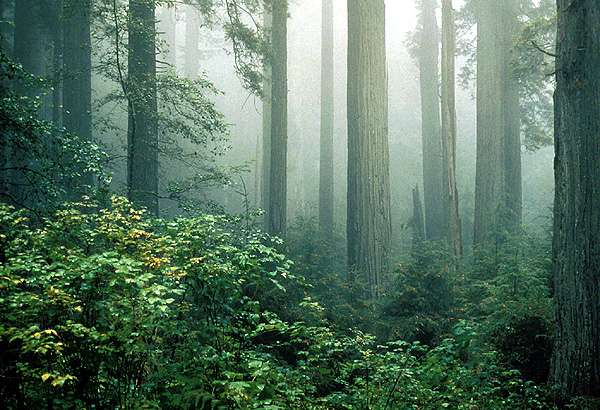
Kustmammoetbomen in Redwood National Park

De North Coast (Noordkust), ook het Redwood Empire of de Redwood Coast genoemd, is een streek in het noordwesten van de Amerikaanse staat Californië. North Coast ligt aan de Stille Oceaan en omvat de county's aan de noordkust van Californië. Ruim gedefinieerd omvat North Coast alles ten noorden van de Golden Gate en ten zuiden van de grens met Oregon, dat wil zeggen de county's Del Norte, Humboldt, Mendocino, Sonoma en Marin County. Die laatste twee, die ook tot de San Francisco Bay Area behoren, worden niet altijd bij de North Coast gerekend.
De kust is vaak moeilijk toegankelijk, met rotsen en steile kliffen. De streek is over het algemeen landelijk en dunbevolkt, met beduidend meer inwoners in het het oosten van Sonoma en Marin County. Grote plaatsen in het noorden van de regio zijn Crescent City, Eureka-Arcata en Ukiah.
Redwood Empire dankt zijn naam aan de kustmammoetbomen of Coast Redwoods (Sequoia sempervirens) die bijna uitsluitend hier voorkomen. Natuurgebieden met oerbossen zijn Muir Woods National Monument in Marin County, Armstrong Redwoods State Natural Reserve in Sonoma County, Humboldt Redwoods State Park en Prairie Creek Redwoods State Park in Humboldt County, Jedediah Smith Redwoods State Park en Del Norte Coast Redwoods State Park in Del Norte County en Redwood National Park in zowel Humboldt als Del Norte.